# ATP de Acapulco
O ATP de Acapulco – ou Abierto Mexicano Telcel, atualmente – é um torneio de tênis profissional masculino, de nível ATP 500.
Realizado em Acapulco, no sudoeste do México, estreou em 2001, em substituição ao ATP da Cidade do México. A partir de 2021, deixou de ser evento combinado com a WTA, visto que o torneio feminino deixou a cidade. Os jogos são disputados em quadras duras durante o mês de fevereiro.

## Finais

### Simples
| Ano  | Campeão               | Vice-campeão                | Resultado       |
| ---- | --------------------- | --------------------------- | --------------- |
| 2025 | Tomáš Macháč          | Alejandro Davidovich Fokina | 7–66, 6–2       |
| 2024 | Alex de Minaur        | Casper Ruud                 | 6–4, 6–4        |
| 2023 | Alex de Minaur        | Tommy Paul                  | 3–6, 6–4, 6–1   |
| 2022 | Rafael Nadal          | Cameron Norrie              | 6–4, 6–4        |
| 2021 | Alexander Zverev      | Stefanos Tsitsipas          | 6–4, 7–63       |
| 2020 | Rafael Nadal          | Taylor Fritz                | 6–3, 6–2        |
| 2019 | Nick Kyrgios          | Alexander Zverev            | 6–3, 6–4        |
| 2018 | Juan Martín del Potro | Kevin Anderson              | 6–4, 6–4        |
| 2017 | Sam Querrey           | Rafael Nadal                | 6–3, 7–63       |
| 2016 | Dominic Thiem         | Bernard Tomic               | 7–66, 4–6, 6–3  |
| 2015 | David Ferrer          | Kei Nishikori               | 6–3, 7–5        |
| 2014 | Grigor Dimitrov       | Kevin Anderson              | 7–61, 3–6, 7–65 |
| 2013 | Rafael Nadal          | David Ferrer                | 6–0, 6–2        |
| 2012 | David Ferrer          | Fernando Verdasco           | 6–1, 6–2        |
| 2011 | David Ferrer          | Nicolás Almagro             | 7–64, 26–7, 6–2 |
| 2010 | David Ferrer          | Juan Carlos Ferrero         | 6–3, 3–6, 6–1   |
| 2009 | Nicolas Almagro       | Gaël Monfils                | 6–4, 6–4        |
| 2008 | Nicolás Almagro       | David Nalbandian            | 6–1, 7–61       |
| 2007 | Juan Ignacio Chela    | Carlos Moyà                 | 6–3, 7–62       |
| 2006 | Luis Horna            | Juan Ignacio Chela          | 7–56, 6–4       |
| 2005 | Rafael Nadal          | Álbert Montañés             | 6–1, 6–0        |
| 2004 | Carlos Moyà           | Fernando Verdasco           | 6–3, 6–0        |
| 2003 | Agustín Calleri       | Mariano Zabaleta            | 7–5, 3–6, 6–3   |
| 2002 | Carlos Moyà           | Fernando Meligeni           | 7–64, 7–64      |
| 2001 | Gustavo Kuerten       | Galo Blanco                 | 6–4, 6–2        |

### Duplas
| Ano  | Campeões                                | Vice-campeões                         | Resultado          |
| ---- | --------------------------------------- | ------------------------------------- | ------------------ |
| 2025 | Christian Harrison Evan King            | Sadio Doumbia Fabien Reboul           | 6–4, 6–0           |
| 2024 | Hugo Nys Jan Zieliński                  | Santiago González Neal Skupski        | 6–3, 6–2           |
| 2023 | Alexander Erler Lucas Miedler           | Nathaniel Lammons Jackson Withrow     | 7–69, 7–63         |
| 2022 | Feliciano López Stefanos Tsitsipas      | Marcelo Arévalo Jean-Julien Rojer     | 7–5, 6–4           |
| 2021 | Ken Skupski Neal Skupski                | Marcel Granollers Horacio Zeballos    | 7–63, 6–4          |
| 2020 | Łukasz Kubot Marcelo Melo               | Juan Sebastián Cabal Robert Farah     | 7–66, 46–7, [11–9] |
| 2019 | Alexander Zverev Mischa Zverev          | Austin Krajicek Artem Sitak           | 2–6, 7–64, [10–5]  |
| 2018 | Jamie Murray Bruno Soares               | Bob Bryan Mike Bryan                  | 7–64, 7–5          |
| 2017 | Jamie Murray Bruno Soares               | John Isner Feliciano Lopez            | 6–3, 6–3           |
| 2016 | Treat Huey Max Mirnyi                   | Alexander Peya Philipp Petzschner     | 7–65, 6–3          |
| 2015 | Ivan Dodig Marcelo Melo                 | Mariusz Fyrstenberg Santiago Gonzalez | 7–62, 5–7, 10–3    |
| 2014 | Kevin Anderson Matthew Ebden            | Feliciano López Max Mirnyi            | 6–3, 6–3           |
| 2013 | Łukasz Kubot David Marrero              | Simone Bolelli Fabio Fognini          | 7–5, 6–2           |
| 2012 | David Marrero Fernando Verdasco         | Marcel Granollers Marc López          | 6–3, 6–4           |
| 2011 | Victor Hănescu Horia Tecău              | Marcelo Melo Bruno Soares             | 6–1, 6–3           |
| 2010 | Łukasz Kubot Oliver Marach              | Fabio Fognini Potito Starace          | 6–0, 6–0           |
| 2009 | František Čermák Michal Mertiňák        | Łukasz Kubot Oliver Marach            | 4–6, 6–4, [10–7]   |
| 2008 | Oliver Marach Michal Mertiňák           | Agustín Calleri Luis Horna            | 6–2, 36–7, [10–7]  |
| 2007 | Potito Starace Martín Vassallo Argüello | Lukáš Dlouhý Pavel Vízner             | 6–0, 6–2           |
| 2006 | František Čermák Leoš Friedl            | Potito Starace Filippo Volandri       | 7–5, 6–2           |
| 2005 | David Ferrer Santiago Ventura           | Jiří Vaněk Tomáš Zíb                  | 4–6, 6–1, 6–4      |
| 2004 | Bob Bryan Mike Bryan                    | Juan Ignacio Chela Nicolás Massú      | 6–2, 6–3           |
| 2003 | Mark Knowles Daniel Nestor              | David Ferrer Fernando Vicente         | 6–3, 6–3           |
| 2002 | Bob Bryan Mike Bryan                    | Martin Damm David Rikl                | 6–1, 3–6, [10–2]   |
| 2001 | Donald Johnson Gustavo Kuerten          | David Adams Martín García             | 6–3, 7–65          |